# Daikatana
Pour le sabre japonais parfois désigné improprement sous le nom de « daikatana », voir Tachi.
Daikatana est un jeu de tir à la première personne développé par Ion Storm et édité par Eidos Interactive en juin 2000 pour Windows. Conçu par John Romero, l'un des fondateurs d'id software et créateurs de la série à succès Doom, le jeu souffre d'un développement chaotique de trois ans et de multiples reports qui en font un célèbre vaporware de la fin des années 1990. Si Daikatana est très attendu et bénéficie d'une campagne publicitaire de grande ampleur, à sa sortie il est considéré comme techniquement très en retard sur les jeux de la concurrence, principalement Deus Ex du même éditeur, et Half-Life de Valve Software. En conséquence il subit un échec critique et commercial retentissant et reste considéré comme l'une des pires déceptions de l'histoire du jeu vidéo.

## Synopsis
L'histoire commence en 2455 au Japon. Un virus destructeur ravage le monde.
Le joueur incarne Hiro Miyamoto, un jeune guerrier qui s'entraine dans son dojo : un vieil homme malade arrive et insiste pour lui raconter une histoire à propos de ses ancêtres, de ceux du héros et de ceux du richissime et despotique homme d'affaires Kage Mishima. Il explique que jadis, son ancêtre a trouvé un remède pour lutter contre ce virus destructeur, malheureusement l'antidote a été volé par un homme : Kage Mishima.
Cet homme est l'ennemi juré des deux autres familles, l'origine en remonte au premier millénaire : jadis, les familles Ebihara (celle du vieil homme) et Mishima étaient opposées dans la lutte pour le pouvoir au Japon. Comme Mishima dominait, brutalement et sans pitié mais ne parvenait pas à éradiquer les Ebihara, il demanda à Usagi Miyamoto, ancêtre d'Hiro, grand épéiste et forgeron renommé, de lui confectionner l'arme suprême afin de vaincre les Ebihara. Usagi utilise toute sa science et son énergie pour créer le Daikatana, grande épée renfermant de nombreux secrets magiques, notamment la possibilité d'influer sur l'espace-temps si son porteur a suffisamment de puissance.
Mishima vaincu par Ebihara, c'est la fin de cette domination brutale... Des siècles plus tard, l'ancêtre d'Ebihara découvre le remède au virus MMV, quant à lui il s'intéresse à retrouver le Daikatana. En effet, afin que son pouvoir ne soit plus utilisé, car trop puissant, Usagi Miyamoto l'a jeté dans les entrailles du mont Fuji avant de disparaître. Ebihara retrouve la trace de l'épée mais trop tard : son assistant, qui se révèle être Kage Mishima, l'a précédé. En s'enfuyant il dérobe le Daikatana et emploie ses pouvoirs magiques pour voyager dans le temps et changer le cours de l'histoire à son profit.
À la fin de ce récit, Ebihara demande au héros de retrouver le Daikatana détenu par Mishima, et surtout sa propre fille, Mikiko, disparue pour avoir tenté de s'emparer de l'épée. Le périple se corsera de manière inattendue à la poursuite de Mishima dans différentes époques (le sombre Japon futuriste du XXIIe siècle, la Grèce Antique, la Norvège du Moyen Âge et San-Francisco en 2047). Deux acolytes prêtent assistance au joueur : Mikiko Ebihara et Superfly Johnson.

## Aspects techniques

Liste des jeux utilisant
le moteur Quake Engine

Basé sur le moteur graphique relativement récent de Quake 2, le jeu est malgré tout considéré comme graphiquement dépassé lors de sa sortie à cause de sa gestation trop longue ; le jeu ne peut pas non plus se rattraper sur l'IA, qui souffre de nombreux bugs. Ce jeu bénéficie néanmoins d'une fluidité correcte sur les (PC) de l'époque :
Configuration minimale
- processeur Pentium MMX ;
- système d'exploitation : Windows 95 ou supérieur ;
- 32 Mo de mémoire vive ;
- 450 Mo de mémoire de masse disponibles pour l'installation sur disque dur ;
- carte graphique accélératrice 3D avec 4 Mo de VRAM, compatible DirectX 6 ;
- carte son compatible 100 % DirectX.

Aspects techniques du moteur de Daikatana
- profondeur des textures en 32 bits (couleurs 24 bits + couche Alpha) ;
- brouillard volumétrique ;
- effets de climat (pluie, neige...) ;
- technologie d'affichage du ciel améliorée (skyboxes) ;
- lumière spéculaire sur les modèles ;
- systèmes d'affichage des fluides avec des textures en mouvement ;
- système de particules ;
- système d'IA basé sur des points de passage ;
- système de niveau de jeu basé sur les points d'expérience ;
- palette de couleur par niveau ;
- multiples affichages pochoirs (decals) sur les armes ;
- gestion des sauvegardes ;
- système d'affichage des cinématiques du jeu intégré à l'action, dans le jeu.

## Multijoueur
Un mode multijoueur est prévu pour 1 à 16 joueurs via réseau local.
4 modes de jeu principaux
- Deathmatch : « Match à mort », joueurs contre joueurs.
- Coopératif : plusieurs joueurs jouent ensemble la campagne solo du jeu.
- Capture du drapeau : 2 camps, 2 couleurs, 2 drapeaux.
- DeathTag : « Marque de la mort », 2 équipes de 2 joueurs, 1 bombe dans chaque camp.

## Développement du jeu

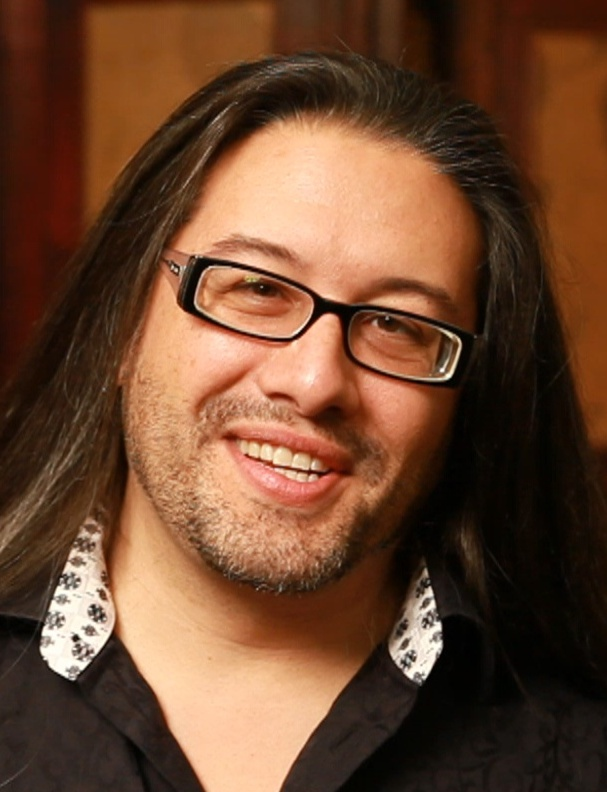
John Romero

Daikatana est un jeu dont on a beaucoup plus parlé avant sa sortie qu’après : annoncé pour Noël 1997, il n’est sorti qu’à l’été 2000, aura vu passer cinq chefs-programmeurs, fait travailler une équipe de développement de vingt personnes (trois fois renouvelée entièrement) plus de 14 heures par jour et coûté une fortune, provoqué une mutinerie et des évictions en tous genres.
Le jeu s'est très vite forgé une réputation de ratage vidéo-ludique (il est en tête du classement mis en place par Jeuxvideo.com des 10 jeux vidéo les plus décevants de l'histoire) et financier car John Romero, après avoir été licencié d'id Software, créa Ion Storm, financé par Eidos qui investit pas moins de 21 millions de dollars dans le développement du jeu. Finalement, les programmeurs ne touchèrent quasiment rien sur le jeu, qui s'écoula à seulement environ 200 000 exemplaires.
Durant les trois ans de développement, le jeu fut totalement refait à maintes reprises pour des raisons diverses : caprices de Romero, mutinerie de l'équipe (l'intégralité de la première équipe démissionna, obligeant Romero à en réunir une seconde et de recommencer à zéro le jeu), changement de moteur graphique, etc.
Finalement, le jeu, sorti en 2000, est techniquement dépassé et les rares fonctionnalités qui devaient être inédites ne le sont plus depuis la sortie, entre-temps, de jeux comme Deus Ex ou Half-Life.
La campagne de promotion du jeu fut également un désastre puisqu'elle s'appuyait uniquement sur la réputation de Romero : c'était le prochain jeu de John Romero, l'un des créateurs de Doom et de Wolfenstein 3D, et il s'agissait là du seul argument. Les slogans étaient basés sur l'arrogance et la grossièreté abusive (« John Romero is about to make you his bitch », littéralement « John Romero va faire de toi sa pute » et plus bas sur la même affiche un autre slogan, « suck it down », qui peut se traduire par « suce-la », slogan qui fut par ailleurs déposé).

## Accueil
- Gamekult : 3/10[5]